# Cultura di Luco-Meluno
La cultura di Luco-Meluno (XIII secolo a.C. - VII secolo a.C.), in tedesco Laugen-Melaun-Kultur, è una facies archeologica che si sviluppò tra l'età del bronzo e la prima età del ferro nell'area alpina del Trentino, Alto-Adige, e nell'Engadina. Il termine venne coniato nel 1927 da Gero von Merhart, inizialmente comprendeva solo Meluno (Melaun), una località presso Bressanone.

## Diffusione
La cultura di Luco-Meluno confinava a nord con la facies hallstattiana orientale, e a sud con la cultura atestina o paleoveneta, «due grandi sfere culturali, che, durante i primi secoli dell'età del Ferro, giocarono certamente un ruolo importante nell'influenzare le scelte di gusto della società alpina protoretica.» Cronologicamente, la cultura di Luco-Meluno viene seguita dalla cultura di Fritzens-Sanzeno (VI secolo a.C. - I secolo a.C.) della seconda età del ferro, identificata con il popolo dei Reti, con la quale mostra dei fenomeni di continuità.

## Caratteristiche
La brocca di Luco di Villandro, conservata nel Museo archeologico dell'Alto Adige di Bolzano, rappresenta un tipico esempio di questa cultura: essa possiede un beccuccio triangolare, una decorazione esterna a scanalature, ed un'altezza di 18,3 cm; accanto al manico sono presenti due appendici a forma di corno.
Sempre presso Villandro è stato ritrovato un luogo utilizzato per roghi votivi (Brandopferplatz) rimasto in uso per secoli sino all'età del ferro.